# Ante Palaversa
Ante Palaversa (Spalato, 6 aprile 2000) è un calciatore croato, centrocampista dell'Aberdeen.

## Caratteristiche tecniche
Centrocampista longilineo, ha un'ottima velocità di pensiero abbinata ad eleganza nelle movenze che lo rendono adatto ad occupare la posizione di regista. Pericoloso nelle conclusioni dalla lunga distanza, è abile nel calci di rigore, gioca come mediano ma può essere impiegato anche da mezzala in un centrocampo a 3. Per le sue caratteristiche viene paragonato a Marcelo Brozović.

## Carriera

### Club

#### Hajduk Spalato e Manchester City
Cresciuto nel settore giovanile dell'Hajduk Spalato, ha esordito in prima squadra il 26 luglio 2018 disputando l'incontro del turno preliminare di UEFA Europa League vinto 1-0 contro lo Slavia Sofia.
Il 26 agosto seguente segna il suo primo gol con il club spalatino in occasione dell'incontro pareggiato 2-2 contro l'Inter Zaprešić con un tiro al volo da 20 metri.
Il 28 gennaio 2019 viene acquistato a titolo definitivo dal Manchester City per la cifra di 7 milioni di sterline, con il giocatore che rimane in prestito al club croato fino al termine della stagione.

#### Ostenda e Getafe
Nel 2019 inizia a giocare in Belgio per l'Ostenda, durante la Coppa del Belgio affronta il Club Brugge che si conclude per 1-1, la squadra perde ai rigori per 4-2, Palaversa è stato comunque tra i giocatori che ha segnato dal dischetto. Il 31 agosto 2020 viene ceduto in prestito al Getafe dove però gioca solo quattro partite.

#### Kortrijk e Troyes
Inizia a giocare per il Kortrijk a partire dal 2021, il suo primo gol lo realizza battendo per 3-0 l'Excel Mouscron: segna in tutto tre reti, l'ultima vincendo per 2-0 ai danni del Seraing. Nella vittoria per 2-1 contro l'OH Lovanio viene espulso con un cartellino rosso al terzo minuto di gioco. Nella Coppa del Belgio 2021-2022 la squadra pareggia per 1-1 contro il Knokke, per poi vincere con il risultato di 2-1 ai calci di rigore, Palaversa ha segnato uno dei due tiri vincenti dagli undici metri.
Si trasferisce poi in Francia vestendo la maglia del Troyes, segna un'unica rete nel campionato, in una partita combattuta contro il Paris Saint-Germain dove Palaversa scende in campo nel secondo tempo e realizza l'ultimo gol del match, perdendo comunque per 4-3.

#### Aberdeen
Dal 2024 milita nell'Aberdeen, in campionato segna la rete del 3-2 battendo l'Hearts, un altro gol lo sigla nel successo per 4-1 contro il Dundee. La squadra, il 24 maggio 2025 vince la finale di Coppa di Scozia che si conclude con un pareggio per 1-1 contro il favorito Celtic, ma ai calci di rigore l'Aberdeen ne esce vincitore con Palaversa che realizza dal dischetto la rete del definitivo 4-3.

### Nazionale
L'8 ottobre 2021 fa il suo debutto con la Croazia Under-21 disputando da titolare l'incontro casalingo vinto contro la Norvegia (3-2).
Nel 2023 partecipa agli Europei Under-21.

## Statistiche

### Presenze e reti nei club
Statistiche aggiornate al 17 maggio 2025.
| Stagione        | Squadra           | Campionato      | Campionato | Campionato | Coppe nazionali | Coppe nazionali | Coppe nazionali | Coppe continentali | Coppe continentali | Coppe continentali | Altre coppe | Altre coppe | Altre coppe | Totale | Totale | Totale |
| Stagione        | Squadra           | Comp            | Pres       | Reti       | Comp            | Pres            | Reti            | Comp               | Pres               | Reti               | Comp        | Pres        | Reti        | Pres   | Reti   |        |
| --------------- | ----------------- | --------------- | ---------- | ---------- | --------------- | --------------- | --------------- | ------------------ | ------------------ | ------------------ | ----------- | ----------- | ----------- | ------ | ------ | ------ |
| 2017-2018       | Hajduk Spalato II | 2.HNL           | 19         | 2          | -               | -               | -               | -                  | -                  | -                  | -           | -           | -           | 19     | 2      |        |
| 2018-2019       | Hajduk Spalato    | 1.HNL           | 27         | 2          | CC              | 2               | 0               | UEL                | 1                  | 0                  | -           | -           | -           | 30     | 2      |        |
| 2019-2020       | Ostenda           | D1              | 19         | 0          | CB              | 1               | 0               | -                  | -                  | -                  | -           | -           | -           | 20     | 0      |        |
| 2020-gen. 2021  | Getafe            | PD              | 2          | 0          | CR              | 2               | 0               | -                  | -                  | -                  | -           | -           | -           | 4      | 0      |        |
| gen.-giu. 2021  | Kortrijk          | D1              | 9          | 2          | CB              | 1               | 0               | -                  | -                  | -                  | -           | -           | -           | 10     | 2      |        |
| 2021-2022       | Kortrijk          | D1              | 30         | 1          | CB              | 3               | 0               | -                  | -                  | -                  | -           | -           | -           | 33     | 1      |        |
| Totale Kortrijk | Totale Kortrijk   | Totale Kortrijk | 39         | 3          |                 | 4               | 0               |                    | -                  | -                  |             | -           | -           | 43     | 3      |        |
| 2022-2023       | Troyes 2          | N3              | 2          | 0          | -               | -               | -               | -                  | -                  | -                  | -           | -           | -           | 2      | 0      |        |
| 2023-2024       | Troyes 2          | N3              | 1          | 0          | -               | -               | -               | -                  | -                  | -                  | -           | -           | -           | 1      | 0      |        |
| Totale Troyes 2 | Totale Troyes 2   | Totale Troyes 2 | 3          | 0          |                 | -               | -               |                    | -                  | -                  |             | -           | -           | 3      | 0      |        |
| 2022-2023       | Troyes            | L1              | 2          | 1          | CF              | 0               | 0               | -                  | -                  | -                  | -           | -           | -           | 2      | 1      |        |
| 2023-2024       | Troyes            | L2              | 7          | 0          | CF              | 0               | 0               | -                  | -                  | -                  | -           | -           | -           | 7      | 0      |        |
| Totale Troyes   | Totale Troyes     | Totale Troyes   | 9          | 1          |                 | 0               | 0               |                    | -                  | -                  |             | -           | -           | 9      | 1      |        |
| 2024-2025       | Aberdeen          | SP              | 30         | 2          | CS+CdL          | 5+2             | 0               | -                  | -                  | -                  | -           | -           | -           | 37     | 2      |        |
| Totale carriera | Totale carriera   | Totale carriera | 148        | 10         |                 | 16              | 0               |                    | 1                  | 0                  |             | -           | -           | 165    | 10     |        |

### Cronologia presenze e reti in nazionale
| Cronologia completa delle presenze e delle reti in nazionale ― Croazia under 21 | Cronologia completa delle presenze e delle reti in nazionale ― Croazia under 21 | Cronologia completa delle presenze e delle reti in nazionale ― Croazia under 21 | Cronologia completa delle presenze e delle reti in nazionale ― Croazia under 21 | Cronologia completa delle presenze e delle reti in nazionale ― Croazia under 21 | Cronologia completa delle presenze e delle reti in nazionale ― Croazia under 21 | Cronologia completa delle presenze e delle reti in nazionale ― Croazia under 21 | Cronologia completa delle presenze e delle reti in nazionale ― Croazia under 21 |
| Data                                                                            | Città                                                                           | In casa                                                                         | Risultato                                                                       | Ospiti                                                                          | Competizione                                                                    | Reti                                                                            | Note                                                                            |
| ------------------------------------------------------------------------------- | ------------------------------------------------------------------------------- | ------------------------------------------------------------------------------- | ------------------------------------------------------------------------------- | ------------------------------------------------------------------------------- | ------------------------------------------------------------------------------- | ------------------------------------------------------------------------------- | ------------------------------------------------------------------------------- |
| 8-10-2021                                                                       | Varaždin                                                                        | Croazia under 21                                                                | 3 – 2                                                                           | Norvegia under 21                                                               | Qual. Europeo Under-21 2023                                                     | -                                                                               |                                                                                 |
| 12-10-2021                                                                      | Sumqayıt                                                                        | Azerbaigian under 21                                                            | 1 – 5                                                                           | Croazia under 21                                                                | Qual. Europeo Under-21 2023                                                     | -                                                                               | 82’                                                                             |
| 11-11-2021                                                                      | Pola                                                                            | Croazia under 21                                                                | 2 – 0                                                                           | Estonia under 21                                                                | Qual. Europeo Under-21 2023                                                     | -                                                                               | 70’                                                                             |
| 16-11-2021                                                                      | Ried im Innkreis                                                                | Austria under 21                                                                | 1 – 3                                                                           | Croazia under 21                                                                | Qual. Europeo Under-21 2023                                                     | -                                                                               |                                                                                 |
| 25-3-2022                                                                       | Varaždin                                                                        | Croazia under 21                                                                | 0 – 0                                                                           | Austria under 21                                                                | Qual. Europeo Under-21 2023                                                     | -                                                                               | 63’ 90+2’                                                                       |
| 29-3-2022                                                                       | Varaždin                                                                        | Croazia under 21                                                                | 2 – 3                                                                           | Finlandia under 21                                                              | Qual. Europeo Under-21 2023                                                     | -                                                                               | 80’                                                                             |
| 17-11-2022                                                                      | Pola                                                                            | Croazia under 21                                                                | 3 – 1                                                                           | Polonia under 21                                                                | Amichevole                                                                      | -                                                                               | 72’                                                                             |
| 21-11-2022                                                                      | Pola                                                                            | Croazia under 21                                                                | 1 – 1                                                                           | Austria under 21                                                                | Amichevole                                                                      | -                                                                               | 62’                                                                             |
| Totale                                                                          |                                                                                 | Presenze                                                                        | 8                                                                               |                                                                                 | Reti                                                                            | 0                                                                               |                                                                                 |

| Cronologia completa delle presenze e delle reti in nazionale ― Croazia under 20 | Cronologia completa delle presenze e delle reti in nazionale ― Croazia under 20 | Cronologia completa delle presenze e delle reti in nazionale ― Croazia under 20 | Cronologia completa delle presenze e delle reti in nazionale ― Croazia under 20 | Cronologia completa delle presenze e delle reti in nazionale ― Croazia under 20 | Cronologia completa delle presenze e delle reti in nazionale ― Croazia under 20 | Cronologia completa delle presenze e delle reti in nazionale ― Croazia under 20 | Cronologia completa delle presenze e delle reti in nazionale ― Croazia under 20 |
| Data                                                                            | Città                                                                           | In casa                                                                         | Risultato                                                                       | Ospiti                                                                          | Competizione                                                                    | Reti                                                                            | Note                                                                            |
| ------------------------------------------------------------------------------- | ------------------------------------------------------------------------------- | ------------------------------------------------------------------------------- | ------------------------------------------------------------------------------- | ------------------------------------------------------------------------------- | ------------------------------------------------------------------------------- | ------------------------------------------------------------------------------- | ------------------------------------------------------------------------------- |
| 26-3-2021                                                                       | Zagabria                                                                        | Croazia under 20                                                                | 4 – 1                                                                           | Turchia under 20                                                                | Amichevole                                                                      | -                                                                               | cap. 58’                                                                        |
| 4-6-2021                                                                        | Velika Gorica                                                                   | Croazia under 20                                                                | 1 – 0                                                                           | Qatar under 20                                                                  | Amichevole                                                                      | -                                                                               | 65’                                                                             |
| Totale                                                                          |                                                                                 | Presenze                                                                        | 2                                                                               |                                                                                 | Reti                                                                            | 0                                                                               |                                                                                 |

| Cronologia completa delle presenze e delle reti in nazionale ― Croazia under 19 | Cronologia completa delle presenze e delle reti in nazionale ― Croazia under 19 | Cronologia completa delle presenze e delle reti in nazionale ― Croazia under 19 | Cronologia completa delle presenze e delle reti in nazionale ― Croazia under 19 | Cronologia completa delle presenze e delle reti in nazionale ― Croazia under 19 | Cronologia completa delle presenze e delle reti in nazionale ― Croazia under 19 | Cronologia completa delle presenze e delle reti in nazionale ― Croazia under 19 | Cronologia completa delle presenze e delle reti in nazionale ― Croazia under 19 |
| Data                                                                            | Città                                                                           | In casa                                                                         | Risultato                                                                       | Ospiti                                                                          | Competizione                                                                    | Reti                                                                            | Note                                                                            |
| ------------------------------------------------------------------------------- | ------------------------------------------------------------------------------- | ------------------------------------------------------------------------------- | ------------------------------------------------------------------------------- | ------------------------------------------------------------------------------- | ------------------------------------------------------------------------------- | ------------------------------------------------------------------------------- | ------------------------------------------------------------------------------- |
| 8-11-2017                                                                       | Rovigno                                                                         | Croazia under 19                                                                | 3 – 0                                                                           | San Marino under 19                                                             | Qual. Europeo Under-19 2018                                                     | -                                                                               |                                                                                 |
| 11-11-2017                                                                      | Rovigno                                                                         | Croazia under 19                                                                | 0 – 0                                                                           | Lettonia under 19                                                               | Qual. Europeo Under-19 2018                                                     | -                                                                               | 46’                                                                             |
| 14-11-2017                                                                      | Villa di Rovigno                                                                | Danimarca under 19                                                              | 5 – 2                                                                           | Croazia under 19                                                                | Qual. Europeo Under-19 2018                                                     | -                                                                               | 46’                                                                             |
| 4-9-2018                                                                        | Zagabria                                                                        | Croazia under 19                                                                | 5 – 0                                                                           | India under 19                                                                  | Amichevole                                                                      | -                                                                               | cap. 68’                                                                        |
| 6-9-2018                                                                        | Jastrebarsko                                                                    | Croazia under 19                                                                | 0 – 1                                                                           | Francia under 19                                                                | Amichevole                                                                      | -                                                                               | cap. 85’                                                                        |
| 8-9-2018                                                                        | Samobor                                                                         | Croazia under 19                                                                | 3 – 2                                                                           | Slovenia under 19                                                               | Amichevole                                                                      | -                                                                               | cap. 40’ 81’                                                                    |
| 9-10-2018                                                                       | Zagabria                                                                        | Croazia under 19                                                                | 2 – 1                                                                           | Turchia under 19                                                                | Amichevole                                                                      | 1                                                                               | cap.                                                                            |
| 11-10-2018                                                                      | Ivanić-Grad                                                                     | Croazia under 19                                                                | 1 – 4                                                                           | Turchia under 19                                                                | Amichevole                                                                      | -                                                                               | cap.                                                                            |
| 14-11-2018                                                                      | Kroměříž                                                                        | Macedonia del Nord under 19                                                     | 1 – 1                                                                           | Croazia under 19                                                                | Qual. Europeo Under-19 2019                                                     | -                                                                               | cap.                                                                            |
| 17-11-2018                                                                      | Praga                                                                           | Croazia under 19                                                                | 2 – 1                                                                           | Lussemburgo under 19                                                            | Qual. Europeo Under-19 2019                                                     | 1                                                                               | cap.                                                                            |
| 20-11-2018                                                                      | Praga                                                                           | Croazia under 19                                                                | 2 – 2                                                                           | Rep. Ceca under 19                                                              | Qual. Europeo Under-19 2019                                                     | 1                                                                               | cap. 90+2’                                                                      |
| 20-3-2019                                                                       | Signo                                                                           | Germania under 19                                                               | 2 – 1                                                                           | Croazia under 19                                                                | Qual. Europeo Under-19 2019                                                     | -                                                                               | cap.                                                                            |
| 23-3-2019                                                                       | Dugopoglie                                                                      | Ungheria under 19                                                               | 0 – 2                                                                           | Croazia under 19                                                                | Qual. Europeo Under-19 2019                                                     | -                                                                               | cap.                                                                            |
| 26-3-2019                                                                       | Signo                                                                           | Croazia under 19                                                                | 2 – 3                                                                           | Norvegia under 19                                                               | Qual. Europeo Under-19 2019                                                     | 1                                                                               | cap.                                                                            |
| Totale                                                                          |                                                                                 | Presenze                                                                        | 14                                                                              |                                                                                 | Reti                                                                            | 4                                                                               |                                                                                 |

## Palmarès
- Coppa di Scozia: 1

Aberdeen: 2024-2025